# Efate (araña)
Efate es un género de arañas araneomorfas de la familia Salticidae. Se encuentra en Oceanía.

## Lista de especies
Según The World Spider Catalog 12.5::
- Efate albobicinctus Berland, 1938
- Efate fimbriatus Berry, Beatty & Prószyński, 1996
- Efate raptor Berry, Beatty & Prószyński, 1996